# Paul Rutherford (Sänger)

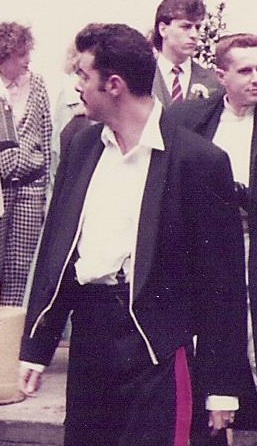
Paul Rutherford, ca. 1985

Paul Rutherford (* 8. Dezember 1959 in Liverpool, England) ist ein britischer Popsänger. Bekannt wurde er Mitte der 1980er Jahre als Backgroundsänger und Tänzer der Band Frankie Goes to Hollywood.

## Leben
Geboren in Liverpool, zog Rutherford später nach Cantril Farm (derzeit Stockbridge Village). Er tauchte in den 1970er Jahren in der Punk-Szene von Merseyside auf und sammelte mit The Spitfire Boys of Saint Helen die ersten Hits. Anschließend wurde er zusammen mit Peter Gill, Jed O’Toole und Brian Nash von Holly Johnson, damals Bassist bei Big in Japan, für seine neue Gruppe Frankie Goes to Hollywood rekrutiert. Johnson war der Leadsänger, während Paul als Begleitsänger und Tänzer fungierte. Zu dieser Zeit wurde gemunkelt, dass die beiden, die einzigen homosexuellen Mitglieder der Gruppe, eine Beziehung haben würden. Nach den ersten Auftritten in der Gegend von Liverpool (und dem Wechsel zwischen Jed O’Toole und seinem Bruder Mark O’Toole) gelang der Band der Erfolg mit der Single Relax, dank einer Mischung aus Geschicklichkeit, Kommerzialität und Ambiguität. Nach der anfänglichen Zensur erlangten Frankie Goes to Hollywood großen Erfolg und dominierten 1984 die britische Hitparade. Sie brachten drei Singles auf den ersten Platz, was zuvor nur Gerry & the Pacemakers 1964 gelungen war.
Drei Jahre später, im Jahre 1987, entschied Holly Johnson, seine Solo-Karriere weiterzuverfolgen und Frankie Goes to Hollywood lösten sich auf. Rutherford startete ebenfalls eine Solokarriere, jedoch mit weniger Erfolg als Johnson. Die Single Get Real von 1988 mit Acid-House-Elementen war allerdings sehr erfolgreich in den Clubs, und 1989 folgte das Album Oh World, aus dem noch zwei weitere Singles ausgekoppelt wurden. Alle drei Singles wurden von ABC produziert. Im Jahre 1990 arbeitete Rutherford mit der Band Pressure Zone zusammen, indem er in That Moon sang.
Nachdem er mit seinem Partner nach Waiheke Island in Neuseeland umgezogen war, kehrte er 2004 mit Frankie Goes to Hollywood zurück, wo er anlässlich des 25. Jahrestages der beruflichen Karriere von Trevor Horn mit Ryan Molloy anstelle von Holly Johnson und Jed O’Toole anstelle von Brian Nash für ein besonderes Konzert in Wembley zusammenkam. Mit der gleichen Besetzung ging die Gruppe 2005 auf Tournee. Um Rechtsstreitigkeiten mit Holly Johnson über den Namen Frankie Goes to Hollywood zu vermeiden, gründete Rutherford 2007 zusammen mit Gill, J. O’Toole und Molloy die Forbidden Hollywood. Im selben Jahr, kurz vor einer neuen Tournee, verließ Molloy die Gruppe und Forbidden Hollywood lösten sich auf. Ende 2010 veröffentlichte Rutherford das Album The Cowboy Years unter dem Namen Paul Rutherford/Butt Cowboys. Im Jahre 2011 ließ Rutherford mit einer Neuauflage von Oh World sowie einer Zusammenarbeit auf dem neuen Album Combined der deutschen Sängerin Claudia Brücken wieder von sich reden.

## Diskografie
- Oh World (1989)
- That Moon EP / The Pressure Zone (1989)
- The Cowboy Years (2010)